# 舍列霍韋 (阿納尼耶夫區)
47°40′30″N 30°8′4″E / 47.67500°N 30.13444°E
舍萊霍韋（烏克蘭語：Шелехове）是位於烏克蘭西南部的村莊，由敖德萨州波季利斯克区的阿南伊夫市鎮負責管轄。該村始建於1849年，面積2.31平方公里，海拔高度61米，2001年人口693，人口密度每平方公里300人。